# Stefan Chanas
Stefan Chanas (ur. 19 października 1946 w Bednarce, zm. 4 listopada 2002) – polski matematyk i ekonomista, doktor habilitowany nauk ekonomicznych, specjalizujący się w badaniach operacyjnych i zastosowaniu metod ilościowych w zarządzaniu; nauczyciel akademicki związany z Politechniką Wrocławską.

## Życiorys
Urodził się w 1946 roku w Bednarce (gmina Lipinki, województwo małopolskie, powiat gorlicki). Po ukończeniu szkoły średniej podjął studia matematyczne na Wydziale Matematyki, Fizyki i Chemii Uniwersytetu Wrocławskiego, które ukończył w 1969 roku otrzymując tytuł magistra matematyki.
W 1977 roku uzyskał stopień doktora nauk ekonomicznych w Instytucie Organizacji i Zarządzania Politechniki Wrocławskiej, pisząc pracę doktorską pod kierunkiem prof. Wiesława Grudzewskiego. W roku 1989 otrzymał stopień doktora habilitowanego nauk ekonomicznych na Wydziale Zarządzania i Informatyki Akademii Ekonomicznej we Wrocławiu. W roku 1989 został mianowany na stanowisko docenta, a w 1991 r. na stanowisko profesora nadzwyczajnego w Instytucie Organizacji i Zarządzania Politechniki Wrocławskiej.
W latach 1987–1991 kierował Zakładem Badań Operacyjnych i Zastosowań Informatyki, w latach 1978–1981 pełnił funkcję zastępcy dyrektora ds. dydaktyki, a od 1991 r. do 1996 r. dyrektora Instytutu Organizacji i Zarządzania na Wydziale Informatyki i Zarządzania Politechniki Wrocławskiej. Przez dwie kadencje był również członkiem Senatu Politechniki Wrocławskiej oraz przewodniczącym Senackiej Komisji Oceniającej.
Jest autorem ponad 100 publikacji z zakresu badań operacyjnych, programowania matematycznego oraz logiki rozmytej. Do jego najważniejszych osiągnięć należą prace z zakresu rozmytego programowania matematycznego, problemów szeregowania z rozmytymi i przedziałowymi parametrami oraz teorii zbiorów rozmytych. Był redaktorem czasopisma Fuzzy Sets and Systems. Jest na liście Top 2% najczęściej cytowanych naukowców na świecie. Przyznano mu Złoty Krzyż Zasługi i Medal Komisji Edukacji Narodowej. Był kierownikiem wielu projektów badawczych realizowanych na Wydziale Informatyki i Zarządzania. Był opiekunem pięciu prac doktorskich. Troje z jego doktorantów pracuje obecnie na stanowiskach profesora i profesora uczelni na Politechnice Wrocławskiej.
Był  założycielem i wiceprezesem polskiego oddziału międzynarodowej organizacji INFORMS oraz członkiem Towarzystwa Naukowego Organizacji i Kierownictwa, Polskiego Towarzystwa Matematycznego i Polskiego Towarzystwa Badań Operacyjnych i Systemowych. W dniu 25 października 2004 r., z okazji drugiej rocznicy jego śmierci, odbyło się międzynarodowe seminarium, organizowane przez Instytut Organizacji i Zarządzania Politechniki Wrocławskiej oraz Instytut Badań Systemowych PAN.

## Wybrane prace
1. S. Chanas, J. Kamburowski, The use of fuzzy variables in PERT, Fuzzy Sets and Systems 5 (1981) 1–19.
2. S. Chanas, The use of parametric programming in fuzzy linear programming, Fuzzy Sets and Systems 11 (1983) 243–251.
3. S. Chanas, M. Nowakowski, Single value simulation of fuzzy variable, Fuzzy Sets and Systems 25 (1988) 43–57.
4. S. Chanas, M. Delgado, J.L. Verdegay, M.A. Vila, Ranking fuzzy interval numbers in the setting of random sets, Information Science. 69 (1993) 201–217.
5. S. Chanas, D. Kuchta, Multiobjective programming in optimization of interval objective functions – a generalized approach, European Journal of Operational Research 94 (1996) 594–598.
6. S. Chanas, P. Zieliński, Critical path analysis in the network with fuzzy activity times, Fuzzy Sets and Systems 122 (2001) 195–204.
7. S. Chanas, A. Kasperski, Minimizing maximum lateness in a single machine scheduling problem with fuzzy processing times and fuzzy due dates, Eng. Appl. Artif. Intell. 14 (2001) 377–386.
8. S. Chanas, D. Dubois, P. Zieliński, On the sure criticality of tasks in activity networks with imprecise durations, IEEE Trans. Syst. Man Cybernet.– Part B: 32 (2002) 393–407.